# Teodorico di Haldensleben
Teodorico di Haldensleben (... – 25 agosto 985) fu un conte sassone nel Schwabengau, in seguito anche nel Nordthüringgau e Derlingau. Fu il primo margravio della marca del Nord dal 965, anno della morte di Gero I, al 983, anno della rivolta slava provocata, secondo il cronista Tietmaro, da lui stesso. Portava anche il titolo di dux (duca) in fonti a lui contemporanee.

## Biografia
Probabilmente membro dinastia sassone di Billung, Teodorico era l'antenato di un ramo comitale della dinastia che prese il nome dalla residenza di Haldensleben in Ostfalia. Potrebbe essere stato un figlio del conte Wichmann I il Vecchio, fratello del duca di Sassonia Ermanno, e di Frederuna, figlia di Teodorico di Ringelheim e sorella della regina Matilde, e possedeva grandi tenute lungo i fiumi Elba e Saale.
Seguace della dinastia reale ottoniana, Teodorico nel 953 sostenne il re Ottone I di Germania contro il figlio rivoltoso Liudolfo di Svevia. Combatté anche - senza successo - contro gli slavi polabiani che si insediarono sul fiume Elba all'estremità orientale del suo territorio principale, l'Ostfalia. In cambio Ottone, imperatore del Sacro Romano Impero dal 962, lo nominò margravio della marca del Nord oltre l'Elba, il margraviato più grande uscito dalla spartizione della Marca Geronis dopo la sua dissoluzione dopo la morte del margravio Gero I il Grande nel 965.
Teodorico era un signore spietato. Insieme all'arcivescovo Adalberto di Magdeburgo, impose la cristianizzazione della popolazione slava locale e fu determinante nella scelta di giustiziare il suo rivale Gero, conte di Alsleben. A causa della sua superbia, come affermato dal cronista Tietmaro di Merseburgo (presumibilmente una volta rifiutò il matrimonio di una sua parente con un "cane" slavo), nel 983 le tribù slave Lutici e Evelli si ribellarono e saccheggiarono le terre dei vescovi orientali di Havelberg e Brandeburgo e tornarono al paganesimo. Teodorico assieme «ai vescovi Gisilero [arcivescovo di Magdeburgo] e Ildegardo [vescovo di Halberstadt] insieme [...] agli altri conti, Rikdago [marchese di Meißen, Merseburgo e Zeitz], Oddone, Binizone [conte di Merseburg], Federico [conte palatino di Sassonia e conte della Turingia del Nord], Dedi e mio padre Sigfrido [padre di Tietmaro] e moltissimi altri» sconfissero gli slavi lungo il fiume Tangeri; essi fermarono la rivolta, impedendogli di estendersi oltre, le terre prese dagli slavi rimasero in loro mano fino ad almeno Alberto l'Orso secoli dopo.
Secondo i cronisti medievali Adamo di Brema e l'Annalista Saxo, Teodorico fu privato della sua marca nello stesso anno, anche se in seguito apparve di nuovo come un comandante sassone e sostenne il re minorenne Ottone III di Germania contro le pretese al trono sollevate dal duca bavarese Enrico il Litigioso.
Secondo gli annali di Quedlinburg, Teodorico morì il 25 agosto 985.

## Matrimonio e figli
Teodorico sposò una donna dal nome sconosciuto ed assieme ebbero i seguenti figli:
- Bernardo, margravio della marca del Nord;
- Oda di Haldensleben, sposò Mieszko I, duca di Polonia;
- Matilda di Haldensleben, sposò il capo degli Evelli Priblislaw (ucciso in battaglia il 28 dicembre 994 dai due gemelli Ugione e Ufficone), figlio di Tugimir, principe degli Evelli, a sua volta figlio di Baçlabić (Václav), principe degli Stodorini. Essa venne catturata da Boliliut, capo illegittimo di Bradenburgo; essa venne tenuta sotto stretta sorveglianza e durante la sua cattività partorì un figlio. Liberata, divenne badessa del monastero di San Lorenzo a Magdeburgo[3][4];
- Thietberga, sposò Dedi I, conte di Wettin[5][6]. Ebbero come figlio Teodorico I di Lusazia;

A Teodorico succedette nel 983 come margravio del Nordmark Lotario I. Suo figlio Bernardo invece divenne margravio nel 1009.